# Stazione di Roseto degli Abruzzi
La stazione di Roseto degli Abruzzi è una stazione ferroviaria della ferrovia Adriatica al servizio del comune Roseto degli Abruzzi.

## Storia
Fino al 1887 era denominata "Montepagano", fino al 1927 "Montepagano-Rosburgo".
Dal primo decennio del XXI secolo è stata privata della Dirigenza Movimento e pertanto risulta impresenziata.
Il fabbricato viaggiatori è dotato di un Ufficio Movimento ancora intatto.
Fino ai primi mesi del 2015, la stazione possedeva 3 binari, a differenza degli attuali 2.

## Movimento
La stazione di Roseto degli Abruzzi è servita da treni regionali operati da Trenitalia e Trasporto Unico Abruzzese per conto della regione Abruzzo.

## Servizi
- Biglietteria self-service
- Sottopassaggio pedonale
- Bar-Tabaccheria

## Interscambi
- Fermata autolinee urbane e suburbane Trasporto Unico Abruzzese (TUA)